# الرابطة البرلمانية 1945–46
الرابطة البرلمانية 1945–46 (بالإنجليزية: 1945–46 Isthmian League)‏ هو موسم من دوري إسثميان. فاز فيه Walthamstow Avenue F.C. ‏.